# De materia medica

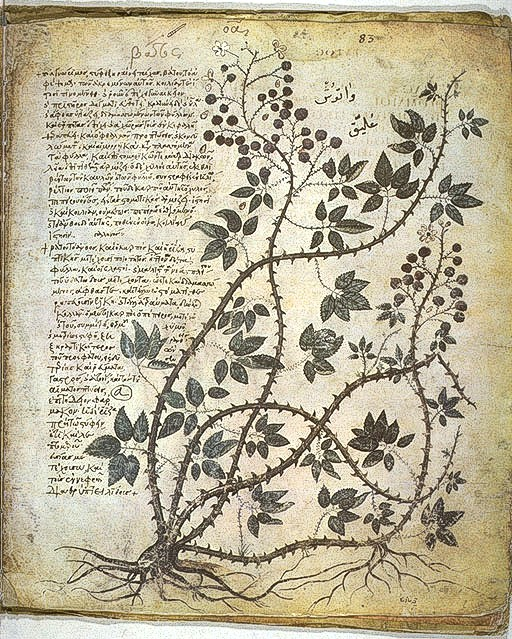
Codex Vindobonensis o Dioscòrides de Viena.

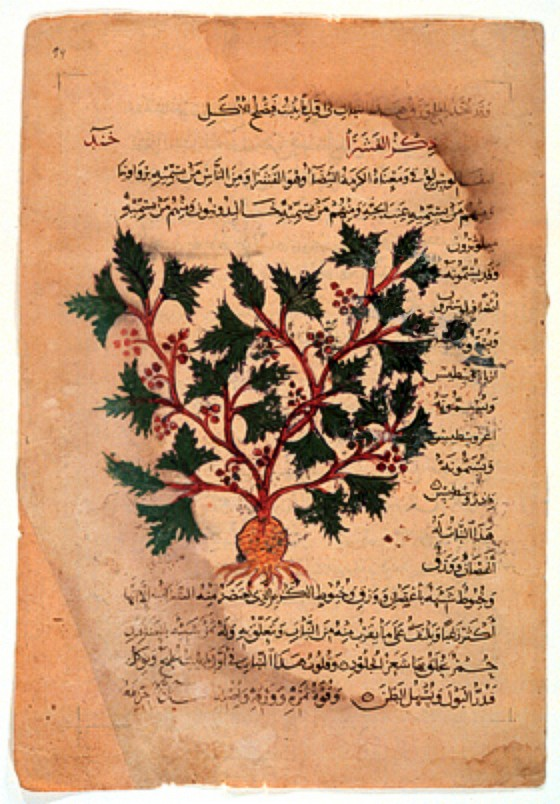
Còpia en àrab de De materia medica,, on es descriu i dibuixa la vinya Vitis.

De materia medica o Περί ὕλης ἰατρικής en l'original en grec, «els materials de la medicina» en català, és una obra en cinc volums escrita per Dioscòrides i precursora de la farmacopea moderna, escrit al segle i.
Al prefaci Dioscòrides resumeix el seu objectiu de fer un inventari: «sobre la preparació, propietats i proves de medicines». Descriu unes sis-cents plantes medicinals, incloent la mandràgora, uns noranta minerals i al voltant de trenta substàncies d'origen animal. A diferència d'altres obres clàssiques, l'original en grec va tenir una gran difusió a l'època medieval en grec així com les traduccions cap al llatí i l'àrab. Dioscòrides va adquirir el seu coneixement en acompanyar l'exèrcit romà tot arreu l'imperi.
El còdex més antic que es conserva és del segle vi i va ser copiat per a Anícia Juliana, filla de l'emperador romà Anici Olibri. Aquest manuscrit consta de 491 folis i gairebé 400 il·lustracions. Es coneix com a Codex Vindobonensis com el «Dioscòrides de Viena». Va ser adquirit el 1569 per l'emperador Maximilia II (1527-1576) per a la bibilioteca imperial de Viena, antecessora de la Biblioteca Nacional de Viena.
Va ser traduïda a l'àrab al segle ix per Ḥasday ben Šapruṭ, metge dels primers califes de Còrdova i en llatí el 1478. Andres de Laguna va traduir-la al castellà el 1555. La primera edició del llibre de Dioscòrides, parcialment depurada d'afegits medievals la va fer l'impressor de Venècia Aldo Manuzio el 1499.
Pius Font i Quer publicà un conegut llibre de botànica Plantas medicinales: el Dioscórides renovado (Plantes medicinals. Dioscòrides renovat) publicat el 1962 encara obligatòriament en castellà. Es basa parcialment en la traducció feta per Andres de Laguna i l'obra va ser il·lustrada per Suzanne David.

## Edicions
- Edició facsímil en línia de la traducció en castellà del 1555: Pedacio Dioscórides Anazarbeo. Andres de Laguna. Acerca de la materia medicinal y de los venenos mortiferos.  Anvers: Juan Latio, 1555, p. 647 [Consulta: 14 gener 2022]. «traduzido de lengua Griega, en la vulgar Castellana @ illustrado con clar y substantiales Annotationes, y con las figuras de innumeras platas exquisitas y raras»
- Dioscórides; Pseudo Dioscórides. Plantas y remedios medicinales: Obra completa (en castellà).  Madrid: Editorial Gredos, 1998. ISBN 978-84-249-1957-3.
  -  Libros I-III. vol. 1. ISBN 978-84-249-1958-0.
  -  Libros IV-V. vol. 2. ISBN ISBN 978-84-249-1959-7.